# Jim Abrahams
James Steven "Jim" Abrahams, född 10 maj 1944 i Shorewood, Wisconsin, död 26 november 2024 i Santa Monica, Los Angeles, Kalifornien, var en amerikansk filmregissör och manusförfattare.

## Biografi
Abrahams är son advokaten Norman S. Abrahams och Louise M., född Ogens, som är forskare. Hans familj var judisk och han gick på Shorewood High School.
Han kanske är mest känd för de parodifilmer som han var med och skrev och producerade med bröderna Jerry Zucker och David Zucker, som till exempel Airplane!, som han blev nominerad för  BAFTA Award for Best Screenplay, och filmserien Den nakna pistolen (The Naked Gun). Gruppen Zucker, Abrahams and Zucker (även refererade som "ZAZ") startade när de tre männen växte upp tillsammans i Milwaukee, Wisconsin. Han producerade även filmer själv såsom Big Business, Hot Shots! Höjdarna! och dess uppföljare från 1993 Hot Shots! 2.[källa behövs]
Abrahams och hans fru Nancy, född Cocuzzo, grundade The Charlie Foundation To Help Cure Pediatric Epilepsy.

## Filmografi
- The Kentucky Fried Movie (1977; med David Zucker och Jerry Zucker)
- Airplane! (1980; medregissör/medförfattare, med David Zucker och Jerry Zucker)
- Police Squad! (1982; TV; medskapare, med David Zucker och Jerry Zucker)
- Top Secret! (1984; medregissör/medförfattare, med David Zucker, Jerry Zucker och Martyn Burke)
- Ruthless People (1986; medregissör med David Zucker och Jerry Zucker)
- The Naked Gun: From the Files of Police Squad! (1988; med David Zucker, Jerry Zucker och Pat Proft)
- Big Business (1988; endast regissör)
- Welcome Home, Roxy Carmichael (1990; endast regissör)
- The Naked Gun 2½: The Smell of Fear (1991; med David Zucker, Jerry Zucker och Pat Proft)
- Hot Shots! (1991; regissör/medförfattare, med Pat Proft)
- Hot Shots! Part Deux (1993; regissör/medförfattare, med Pat Proft)
- The Naked Gun 33 1/3: The Final Insult (1994; med David Zucker, Jerry Zucker och Pat Proft)
- …First Do No Harm (1997; TV; endast regissör)
- Jane Austen's Mafia! (1998; regissör/medförfattare, med Greg Norberg och Michael McManus)
- Scary Movie 4 (2006; medförfattare med Pat Proft och Craig Mazin)